# Сантбоя
«Сантбоя» (кат. и исп. FC Santboià) — каталонский футбольный клуб из города Сант-Бой-де-Льобрегат, в провинции Барселона в автономном сообществе Каталония. Клуб основан в 1908 году, домашние матчи проводит на стадионе «Хоан Баптиста Мила», вмещающем 3 000 зрителей. В Примере и Сегунде команда никогда не выступала, лучшим результатом является 20-е место в Сегунде B в сезоне 2010/11.

## Сезоны по дивизионам
- Сегунда B — 1 сезон
- Терсера — 28 сезонов
- Региональные лиги — 61 сезон